# Ture Sventon i varuhuset
Ture Sventon i varuhuset (1968) är den åttonde Ture Sventon-boken av Åke Holmberg. Varken herr Omar eller Ville Vessla medverkar i boken - och de för Sventon-böckerna karakteristiska barn-medhjälparna är här tonåringar.

## Handling
Dr Nickels fantastiska vätska P3X är stulen. P3X tar bort all lukt. Samtidigt sker stölder på Dr Nickels bror, Direktör Nickels, varuhus. Det konstiga med stölderna, som skett på lördagsnätter, är att nattvaktens hund Ludvig inte har känt någon lukt från tjuven. Bröderna Nickel kontaktar Ture Sventon. Han upptäcker att den misstänkte skurken, som varit assistent åt Dr Nickel, bevisligen har varit på andra ställen samtidigt som han varit i varuhuset och stulit.
En måndag då Sventon är i varuhuset ser han skurken gå ut. Sventon kommer på att skurken måste ha övernattat från lördag till måndag. Sventon skuggar boven till hans bostad, som är bredvid direktör Nickels lägenhet. Skurken har också ett kontor på ett annat ställe. Ture Sventon har snart löst gåtan.